# Comenderos Bajo
Comenderos Bajo es un caserío peruano ubicado en el distrito de Huancabamba, perteneciente a la provincia homónima del departamento de Piura, al norte del Perú. 

## Ubicación
Comenderos Bajo se ubica al noreste de la provincia de Huancabamba, en el distrito de Huancabamba, en el departamento de Piura.

## Demografía
En 2017 Comenderos Bajo tenía una población de 257 habitantes.
| Gráfica de evolución demográfica de Comenderos Bajo entre 1993 y 2017 |
|                                                                       |
| Fuentes: Población 1993 (junto con Comenderos Alto) y 2017            |